# Jörg Müller (ciclista)
Jörg Müller (nascido em 23 de fevereiro de 961) é um ex-ciclista de pista e estrada suíço, que competiu como profissional entre 1985 e 1994. Participou como representante de seu país natal nos Jogos Olímpicos de Verão de 1984 em Los Angeles, nos Estados Unidos. Venceu a competição Volta à Romandia em 1985. Como amador, foi campeão nacional de estrada em 1987. Como ciclista de pista, foi campeão nacional de perseguição.